# Crocidocnemis
Crocidocnemis és un gènere d'arnes de la família Crambidae.

## Taxonomia
- Crocidocnemis pellucida Warren, 1889
- Crocidocnemis pellucidalis (Möschler, 1890)